# ريجنالد إيفانز
ريجنالد إيفانز (بالإنجليزية: Reginald Evans)‏ (18 مارس 1939 في المملكة المتحدة - ) هو لاعب كرة قدم بريطاني في مركز الوسط. لعب مع تشارلتون أثلتيك ونيوكاسل يونايتد.